# Маллен, Майкл
Майк Ма́ллен (англ. Michael Glenn «Mike» Mullen; род. 4 октября 1946, Лос-Анджелес, Калифорния) — председатель Объединенного комитета начальников штабов США с октября 2007 года по сентябрь 2011 года. Занял эту должность после карьеры в военно-морских силах: командовал танкером, эсминцем, крейсером, экспедиционной ударной группой и флотом, в 2005—2007 годах руководитель военно-морскими операциями. Адмирал ВМС США с 2003 года.

## Биография
Майкл «Майк» Гленн Маллен (Michael «Mike» Glenn Mullen) родился 4 октября 1946 в Лос-Анджелесе, штат Калифорния, США. Он был старшим из пяти детей известного голливудского обозревателя и представителя по связям с общественностью Джэка Маллена (Jack Mullen) и Джейн Гленн (Jane Glenn). Среди родственников Майкла было много певцов и танцоров, и только дядя был ветераном. В 1964 году Майкл окончил католическую школу Notre Dame High School в Лос-Анджелесе, где был капитаном баскетбольной команды, и неожиданно для близких поступил в Военно-морскую академию США в Аннаполисе. Никто из родных не ожидал, что Майкл выберет карьеру во флоте. Среди его однокурсников в Аннаполисе были будущие сенатор от штата Виргиния Джим Вэбб (Jim Webb), командующий вооруженными силами США в зоне Тихого океана Деннис Блэр (Dennis Blair) и командующий морской пехотой США Майкл Хаги (Michael Hagee). По словам сослуживцев, никто не предполагал, что Маллен сможет дослужиться до высшего поста в американской армии.
В 1968 году Маллен окончил академию, а в феврале 1971 года — школу ВМС по подготовке личного состава эскадренных миноносцев (Naval Destroyer School). Маллен служил на эсминцах «Коллетт» (USS Collett DD-730) и «Бланди» (USS Blandy DD-943), принимал участие во Вьетнамской войне. В 1973—1975 годах в звании лейтенанта Маллен командовал военным танкером «Ноксуби» (USS Noxubee AOG-56). На должности капитана этого корабля Маллен едва не погубил свою карьеру: из-за его ошибки танкер столкнулся с буем, получив незначительные повреждения. По словам Маллена, этот инцидент научил его быть ответственным, ему потребовалось 5 лет безупречной службы, чтобы восстановить репутацию. С 1975 по 1978 год он был помощником начальника Военно-морской академии. В 1978—1981 годах старший лейтенант Маллен служил главным инженером на борту крейсера «Фокс» (USS Fox CG-33), в 1979 году принимавшем участие в операции «Орлиный коготь», целью которой было спасения 53 заложников из посольства США в Тегеране. Затем Маллен был строевым офицером корабельной службы на эсминце «Стеретт» (USS Sterett CG-31), получив по итогам службы в 1983 году звание капитана-лейтенанта.
В 1985 году Маллен получил звание магистра по специальности «исследование операций» в высшей школе военно-морских сил США (Naval Postgraduate School) в Монтерее и в июне 1985 года был назначен капитаном ракетного эсминца «Голдсборо» (USS Goldsborough DDG-20), которым командовал до октября 1987 года. В 1987 году он получил награду за лидерские навыки и был назначен директором курсов командиров дивизиона в школе офицеров по боевым действиям надводных сил (Surface Warfare Officer’s School). С 1989 по 1991 год капитан Маллен работал в секретариате министра обороны Ричарда Чейни. В 1991 году Маллен окончил курсы по администрированию в Гарвардской школе бизнеса (Harvard Business School).
С 1991 по 1994 год Маллен командовал ракетным крейсером «Йорктаун» (USS Yorktown CG-48), после чего работал в Главном управлении личного состава ВМС и занимал ряд постов в министерстве обороны. В 1996 году он получил звание младшего контр-адмирала и был назначен командующим второй экспедиционной ударной группой (боевой группой авианосца «Джордж Вашингтон»), которая в ноябре 1997 года проводила учения в Персидском заливе. В мае 1998 года Маллен был назначен директором отделения наземных вооружений ВМС США, а осенью получил звание старшего контр-адмирала.
В 2000 году Маллен получил звание вице-адмирала и был назначен командующим вторым флотом США (сфера ответственности — Атлантический океан). В августе 2001 года он стал заместителем руководителя военно-морскими операциями по ресурсам, требованиям и оценкам, а в 2003 году был повышен до первого заместителя и получил звание адмирала. С октября 2004 года по июль 2005 Маллен был командующим ВМС США в Европе, после чего был назначен на высшую офицерскую должность в военно-морских силах США, став руководителем военно-морскими операциями.
В июне 2007 года президент США Джордж Буш-младший выдвинул Маллена на высшую армейскую должность председателя Объединенного комитета начальников штабов США. В августе 2007 года на этом посту он был утвержден Сенатом и приступил к исполнению обязанностей 1 октября того же года.
Коллеги отмечали независимость Маллена. Контр-адмирал в отставке Уильям Кобб-младший (William W. Cobb Jr.) заявлял: «Если он думает, что дела в Ираке обстоят не лучшим образом, он прямо скажет об этом и ещё расскажет, почему».
Маллен заявлял, что армии нельзя сокращать финансирование, высказывал опасения по поводу положения американских войск в Ираке и Афганистане и в обоих случаях выражал беспокойство по поводу слабого политического прогресса в регионе. После войны в Грузии в августе 2008 года Маллен заявил о том, что США должны сохранить с Россией дружественные отношения.
В августе 2009 года Маллен, ранее выражавший поддержку новому президенту США Бараку Обаме, в том числе в его стремлениях закрыть тюрьму для террористов в Гуантанамо и наладить переговоры с Ираном, неожиданно раскритиковал выдвинутую Обамой концепцию «стратегического диалога» (strategic communication) с исламским миром. Он подчеркнул, что из-за того, что слова представителей США нередко расходятся с их действиями, в странах Ближнего Востока отсутствует доверие к любым заявлениям со стороны американской администрации.
30 сентября 2011 года, по окончании пятилетнего срока в должности председателя Объединенного комитета начальников штабов США, Маллен ушел в отставку. Его преемником на этом посту стал генерал Мартин Демпси.
Супругу Маллена зовут Дебора (в девичестве — Морган, Deborah Morgan), они познакомились во время учёбы Маллена в Военно-морской академии. У них двое сыновей — Джон Стюарт (John Stewart Mullen, 1979 года рождения) и Майкл Эдвард (Michael Edward Mullen, 1980 года рождения), оба служат в американском флоте.